# Implementation and Enforcement of Environmental Law
Implementation and Enforcement of Environmental Law (IMPEL) ist ein freiwilliges Netzwerk der Europäischen Union und der EFTA für Fragen der Umsetzung und Vollziehung von Umweltrecht.
Es ist ein informelles Netzwerk der Umweltbehörden der Mitgliedstaaten der Europäischen Union und derzeit Albanien, Island, Mazedonien, Norwegen, Schweiz und die Türkei.
Das Netzwerk hat sich seit seiner Gründung im Jahr 1992 zu einer Plattform der Mitgliedstaaten zum Austausch von Informationen und Erfahrungen in Fragen der Umsetzung und Anwendung des EU-Umweltrechts entwickelt. In diversen Projekten konnten Fragen der Vollzugspraxis behandelt und insbesondere die neuen Mitgliedstaaten bei der Etablierung von Vollzugsstrukturen und -instrumenten unterstützt werden. Auch wurde die Europäische Kommission in vielen Bereichen zu Vollzugsfragen von IMPEL unterstützt, etwa durch die Ausarbeitung von Mindestkriterien für Umweltinspektionen, Kontrollen grenzüberschreitender Abfallverbringung oder Feedback und Informationen zum Vollzug von Umwelt-Richtlinien, wie etwa zur IPPC-RL.

## Mitglieder
- Ministerie van Infrastructuur en Milieu, Rijnstraat 8, 2515 XP Den Haag, Niederlande
- Umweltagentur von England und Wales, Horizon House, Dekanat Road, Bristol, BS1 5AH, Großbritannien
- Tschechische Umweltinspektion (CEI), Na Brehu 267, 1900 Praha 9, Tschechische Republik
- L'Institut Bruxellois pour la gestion de l'environnement (IBGE), 1200 Bruxelles, Gulleselle 100, Belgien
- Generalinspektion für die Landwirtschaft, Meer, Umwelt und Raumplanung (IGAMAOT), Rua do Século keine 63, 1249-033 Lissabon, Portugal
- Slowakischen Aufsichtsbehörde für Umwelt, Karloveská 2, 842 22, Bratislava, Slowakische Republik
- Nationale Aufsichtsbehörde für Umwelt, Natur und Wasser, Mészáros u 58 / A, Budapest H-1013, Ungarn
- Ministère de l'Écologie, de l'Energie, du Développement Durable et de l'Aménagement du Territoire, 20 Avenue de Ségur, 75007 Paris, Frankreich
- Swedish Environmental Protection Agency, Valhallavägen 195, Stockholm, Schweden
- Klima und Verschmutzung Agentur, KLIF, Strømsveien 96, Postfach 8100 Dep., N-0032 Oslo, Norwegen
- Das Umweltministerium der Republik Lettland, 23 Rūpniecības Street, LV-1045 Riga, Lettland
- Litauischen Umweltschutzagentur, A. Juozapaviciaus Str.9, LT-09311 Vilnius, Litauen
- Umweltinspektion der baskischen Regierung, C. Donostia - San Sebastian 1, 01010 Vitoria-Gasteiz, Spanien
- Environment and Heritage Service (Agentur innerhalb Abteilung Umwelt für N-Irland), Cromac Avenue, Belfast BT7 2JA, Großbritannien
- Flämische Regierung Departement für Umwelt, Natur und Energie, Koning Albert II - Laan 20 Bus 8, B-1000 Brüssel, Belgien
- Rumänische nationale Umweltpolizei, Bd. Unirii 78, BI.J2, Sector 3, Bukarest, Rumänien
- Bundesministerium für Umwelt, Naturschutz und Reaktorsicherheit, Alexanderstraße 3, 10178 Berlin, Deutschland
- Die Aufsichtsbehörde der Republik Slowenien für Land- und Forstwirtschaft, Ernährung und Umwelt, Dunajska 47, 1000 Ljubljana, Slowenien
- Environmental Protection Agency, Postfach 3000, Johnstown Castle Estate, Wexford, Irland
- Ministero dell'Ambiente e della Tutela del Territorio e del Mare, Via Cristoforo Colombo 44, 00147 Rom, Italien
- ISPRA (Istituto Superiore per la Protezione e la Ricerca Ambientale), Via Vitaliano Brancati 48, 00144 Rom, Italien
- Amt für Umweltschutz, Strandgade 29, DK-1401 Kopenhagen K, Dänemark
- Scottish Environmental Protection Agency, Erskine Platz, Castle Business Park, Stirling, Schottland, FK9 4TR, Großbritannien
- Bundesministerium für Land- und Forstwirtschaft, Umwelt und Wasserwirtschaft, Stubenring 1, A-1010 Wien, Österreich
- Griechisches Ministerium für Umwelt, Raumordnung und öffentliche Arbeiten, 1-3 Kifissias AV. GR-11523 Athen, Griechenland
- Umweltdienst Ministerium für Landwirtschaft, Naturressourcen und Umwelt, 1411 Nikosia, Zypern
- Direktion Inspektion des Ministeriums für Umweltschutz, Raum, Planung und Bau, Vinogradska 25, 10 000 Zagreb, Kroatien
- Staatliche Umweltaufsicht, Blvd. Goce Delcev No.8 (MRTV Gebäude, Etage 12, Raum 1203), 1000 Skopje, Mazedonien
- Generalinspektion für Umweltschutz, Wawelska 52/54, 00-922 Warschau, Polen
- Ministerium für Umwelt und Wasserwirtschaft, 67, William Gladstone Str., Sofia, Bulgarien
- Ministerium für Umwelt und ländliche und maritime Angelegenheiten, Agustín de Betancourt 25, Primera Planta, despacho AB-106.1, 28003-Madrid, Spanien
- Malta Umwelt- und Planungsbehörde, St. Francis Ravelin, Floriana, Malta
- Administration de l'Environnement, 16, rue Eugène Ruppert, L-2453, Luxemburg
- Finnische Umweltministerium, PO Box 35 FIN-00023 Regierung, Finnland
- Allgemeine operative Richtung No3, Umwelt und Landwirtschaft, Avenue Prince de Liege 15, Namur B-5000, Belgien
- Nationale TFS Dublin City Council Büro, Eblana House, Marrowbone Lane, Dublin 8, Irland
- Umhverfisstofnun, Umweltagentur Islands, Suðurlandsbraut 24, 108 Reykjavík, Island
- Provinz Utrecht, Pythagoraslaan 101, Postbus 80300, 3508 TH Utrecht, Niederlande
- Die flämischen Hohen Rat der Umweltbehörden, Koning Albert II-laan 20 Bus 15, B1000 Brüssel, Belgien
- Land Salzburg, Michael Pacher St.36, Postfach 257, 5010 Salzburg, Österreich
- Föderaler Öffentlicher Dienst Volksgesundheit, Lebensmittelkette und Umwelt, Victor Hortaplein, 40 Bus 10, B-1060 Brussel
- Generaldirektion für Umweltmanagement, türkische Ministerium für Umwelt und Forsten, Söğütözü Cad. No: 14 / E - Ankara, Türkei
- Ministerium für Umwelt Estland, Narva mnt 7a, 15172 Tallinn, Estland
- ARPA Lombardia, Viale Franc Restelli, 3/1 - 20124 Milano, Italien
- Bundesamt für Umwelt (BAFU), 3003 Bern, Schweiz
- Schwedische Agentur für Marine und Wasserwirtschaft (SwAM), Gullbergs Strandgata 15, Göteborg, Schweden

### Beobachter
- Themis Network, beim Regionalen Umweltzentrum für Mittel- und Osteuropa beheimatet, 2000 Szentendre, ut Ady Endre 9-11, Ungarn
- Netzwerk der Leiter der europäischen Umweltschutz-Agenturen bei der Europäischen Umweltagentur, Kongens Nytorv 6, DK 1050, Kopenhagen
- ECENA, regionales Umweltnetzwerk, Lothringer Straße 16 (Human Dynamics Hauptsitz), 1030 Wien, Österreich
- REPIN, eine Unterabteilung der OECD, 2, rue André-Pascal 75775 Paris Cedex 16, Frankreich
- INECE, durch IGSD gehostet, 2300 Wisconsin Ave, NW, Washington, DC 20007, USA